# تحول الدولة العثمانية

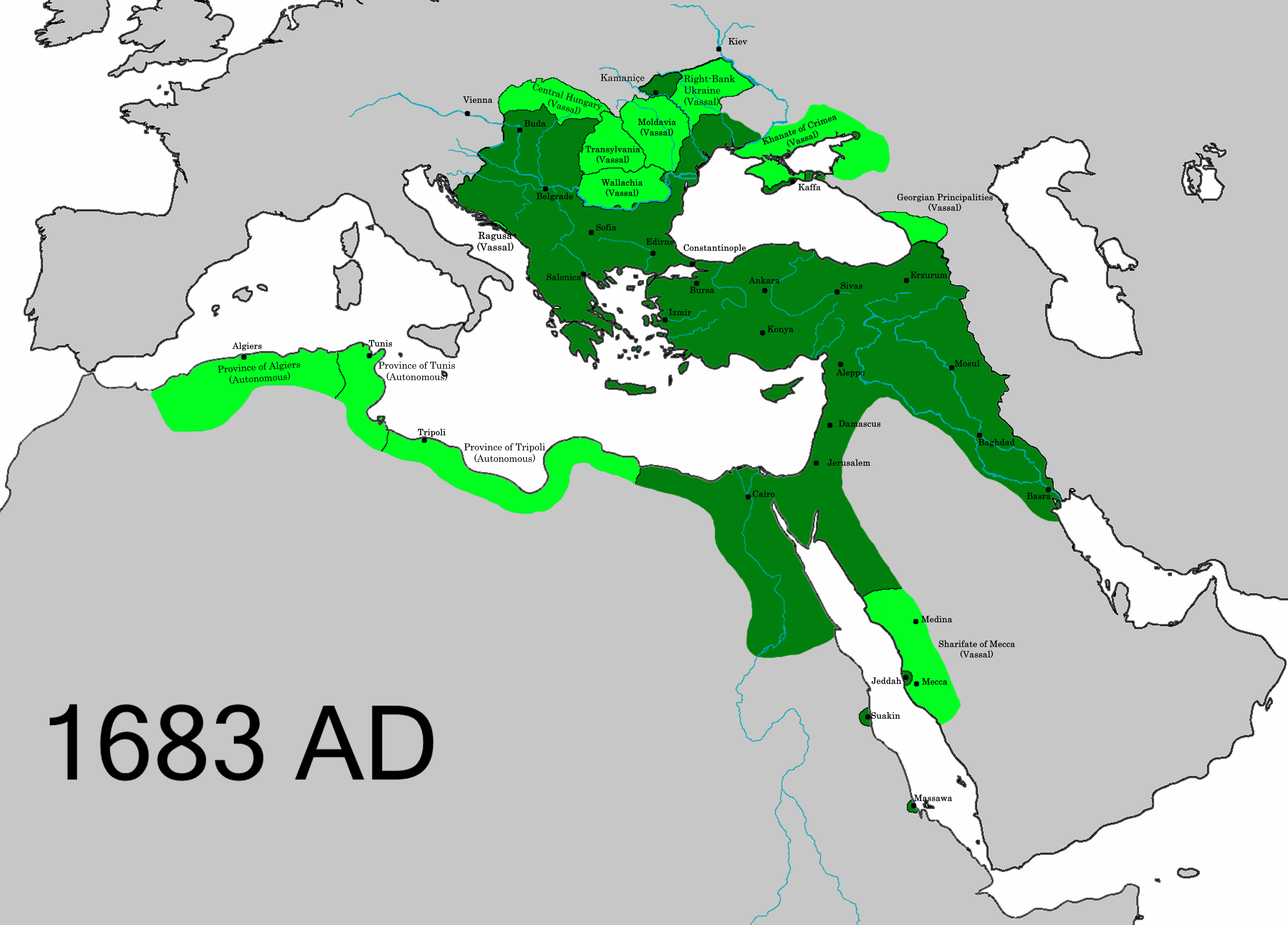
تبين حكم الدولة العثمانية

تحوّل الإمبراطورية العثمانية، أو ما يُعرف بفترة التحوّل، هو فترة من تاريخ الإمبراطورية العثمانية، تمتد منذ نحو عام 1550 وحتى عام 1700 تقريباً، أي تمتد منذ نهاية حكم السلطان سليمان القانوني وحتى معاهدة كارلوفيتس التي انتهت وفقها حرب الحلف المقدس. اتسمت تلك الفترة بعددٍ من التغيرات الجذرية على الأصعدة السياسية والاجتماعية والاقتصادية، ما أدى إلى تحوّل الإمبراطورية من دولة موروثة وتوسعية إلى إمبراطورية بيروقراطية ترتكز على آيديولوجيا حماية ونصرة العدل، وطرح نفسها بصفتها حامية للإسلام السُني. شكّلت سلسلة الأزمات الاقتصادية والسياسية، والتي وقعت في أواخر القرن السادس عشر وأوائل القرن السابع عشر، جزءاً كبيراً من الدافع وراء هذا التحوّل، ونتجت تلك الأزمات عن أسبابٍ مثل التضخم والحملات العسكرية والحروب والشقاق السياسي. لكن بالرغم من تلك الكوارث، ظلّت الإمبراطورية قوية من الجانبين السياسي والاقتصادي، واستمرت بالتكيّف مع تحديات العالم المتغيّر من حولها. وُصف القرن السابع عشر بـ فترة الانحدار بالنسبة للعثمانيين، لكن منذ ثمانينيات القرن التاسع عشر، تزايد رفض المؤرخين المختصين بتاريخ الإمبراطورية العثمانية لذاك الوصف، وعرفوها بفترة الأزمات والتكيف والتحول.
في النصف الثاني من القرن السادس عشر، خضعت الإمبراطورية لضغوط اقتصادية متزايدة نتيجة ارتفاع التضخم، والذي أثّر حينها على أوروبا والشرق الأوسط. ساهم ضغط الكثافة السكانية في الأناضول في تشكيل عصابات قطاع الطرق، والتي انضمت بدورها في تسعينيات القرن السادس عشر إلى أمراء الحرب المحليين، وخاضوا سلسلة من النزاعات عُرفت حينها بتمرّد جلالي. أدى الإفلاس المالي في الإمبراطورية والتمرد المحلي، والتنافس العسكري مع أباطرة آل هابسبورغ وشياه الصفويين إلى أزمة حادة في الإمبراطورية العثمانية. لذا أجرى العثمانيون تحولات على عددٍ من المؤسسات التي شكّلت الإمبراطورية سابقاً، فأزالوا نظام التيمار كي يؤسسوا جيشاً حديثاً من الجنود المسلحين بالبنادق، وضاعفوا حجم البيروقراطية 4 مرات كي يتمكنوا من جمع العائدات بفاعلية أكبر. في إسطنبول، أدت التغيرات في طبيعة السياسات المتعلقة بالسلالة الحاكمة إلى التخلي عن التقليد العثماني المتمثل بالصراعات بين الأشقاء، وأدت أيضاً إلى اعتماد النظام الحكومي اعتمادًا أقل على السلطة الشخصية للسلطان. لعبت الشخصيات الأخرى أدواراً كبيرة في الحكومة، تحديداً نساء حريم السلطان، فاكتسبت الإمبراطورية العثمانية في تلك الفترة لقب «سلطنة الحريم».
قاد تغيّر طبيعة السلطة إلى عدة انتفاضات سياسية خلال القرن السابع عشر، وعانى الحكام والأحزاب السياسية كي يفرضوا سيطرتهم على الحكومة الإمبراطورية. في عام 1622، خُلع السلطان عثمان الثاني عن العرش إبان انتفاضة لقوات الانكشارية. أما الرجل الذي اغتاله، فعزله كبير المسؤولين القضائيين في الإمبراطورية، ما يوضح تدني أهمية السلطان في السياسة العثمانية. لكن على أي حال، لم تثر مسألة الأحقية في السلطنة أي اهتمام. من بين السلاطين الذين حكموا في القرن السابع عشر، كان محمد الرابع أطولهم بقاءً على العرش، حيث حكم مدة 39 عاماً، منذ سنة 1648 وحتى سنة 1687. تمتّعت الإمبراطورية بفترة طويلة من الاستقرار تحت حكم محمد الرابع، وتزعّم أفراد عائلة كوبريللي، ذات النزعة الإصلاحية، منصب الصدر الأعظم. تزامن ذلك مع تجدد الانتصارات في أوروبا، لكنها انتهت بحصار فيينا الكارثي عام 1683 وفقدان آل كوبريللي سمعتهم الشهيرة. عقب تلك المعركة، تجمّعت القوى الأوروبية المسيحية وشكّلت تحالفاً لمحاربة العثمانيين، ما أدى إلى سقوط المجر من أيدي العثمانيين وضمها إلى ممتلكات آل هابسبورغ خلال حرب الحلف المقدس (1683–99). أشعلت الحرب أزمة سياسية أخرى ودفعت العثمانيين إلى إجراء المزيد من الإصلاحات الإدارية. أنهت تلك الإصلاحات مشكلة الإفلاس المالي وأدت إلى تحوّل الإمبراطورية العثمانية من دولة موروثة إلى واحدة بيروقراطية.

## حدود الإمبراطورية
بالمقارنة مع الفترات الأولى من تاريخ الإمبراطورية، يُلحظ أن حدودها ظلّت ثابتة نسبياً، فامتدت من الجزائر غرباً إلى العراق شرقاً، ومن الصحراء العربية جنوباً إلى المجر شمالاً. انخفضت وتيرة التوسع في النصف الثاني من حكم السلطان سليمان القانوني (1520–66)، سعى العثمانيون حينها إلى ترسيخ تلك الانتصارات والفتوحات الواسعة التي ظفروا بها بين عامي 1514 و1541. وبعد أن وقّعت الإمبراطورية العثمانية على اتفاقية سلامٍ مع النمسا عام 1568، اندلعت الحرب العثمانية البندقية الرابعة (1570–1573)، واحتلوا قبرص وأجزاء من دالماسيا. استولى العثمانيون عن طريق حملة بحرية على تونس، التي كانت خاضعة لإسبانيا، عام 1574، ووقعوا هدنة عام 1580.
استكمل العثمانيون حربهم مع الصفويين فيما عُرف بالحرب العثمانية الصفوية (1578–1590)، فاحتلوا جورجيا وأذربيجان وغربي إيران. في عام 1593، أدت حادثة على الجبهة إلى تجدد القتال بين العثمانيين والنمسا الخاضعة لحكم آل هابسبورغ فيما عُرف بالحرب الطويلة (1593–1606)، لكن لم يستطع أيٌ من الطرفين تحقيق انتصار حاسم. استولى العثمانيون لفترة قصيرة على جيور (1594–8)، لكنهم خسروا نوفيغراد (1594)، فعرّضوا مدينة بودا إلى خطر الهجوم من الشمال. وبحلول نهاية الحرب، احتل العثمانيون حصن إيغر الاستراتيجي (1596) وحصن ناجيكانيزسا (1600). استغل الصفويون انشغال العثمانيين بحروبهم مع أوروبا في الغرب كي يستعيدوا جميع ما خسروه في الشرق، فاندلعت الحرب العثمانية الصفوية (1603–1618). بعد اغتيال عثمان الثاني والاضطرابات التي عقبته، احتلّ الصفويون بغداد والكثير من أجزاء العراق عام 1623، واستمروا بفرض سلطتهم عليها حتى عام 1638، حينها أُعيد تفعيل الحدود وفقاً لمعاهدة أماسيا من عام 1555. وبينما انشغل العثمانيون بحربهم مع الصفويين، اندلعت ثورة محلية زيدية في اليمن ما اضطر العثمانيين إلى التخلي عن تلك الولاية عام 1636. عانت ولاية الأحساء، شرقي الصحراء العربية، من ثورات وتمردات دائمة، ومقاومة العشائر للحكم العثماني، فتخلّى العثمانيون عنها أيضاً عام 1670.
منذ عام 1645 وما بعد، انشغل العثمانيون بغزو كريت التابعة لجمهورية البندقية. اجتاح العثمانيون الجزيرة بسرعة، لكن تفوق بحرية البندقية ساهم في صمود حصن كانديا ومقاومة الاحتلال لعقود. استكملت الإمبراطورية العثمانية توسعها في أوروبا في الشطر الثاني من القرن السابع عشر، تحت حماية الصدر الأعظم الذي ترأسه أفرادٌ من عائلة كوريللي ذائعة الصيت. أُخمدت الثورة في إمارة ترانسلفانيا التابعة عقب الانتصارات التي حققها العثمانيون في انيو (يانوفا، 1658) وأوراديا (فاراد، 1660). قادت الحرب مع آل هابسبورغ بين عامي 1663 و1664 إلى استعادة نوفيغراد واحتلال نوفي زامكي (1663). اكتمل فتح كريت أخيراً عام 1669 بسقوط حصن كانديا. وفي العام ذاته، قبل العثمانيون عرض القوزاق في الضفة اليمنى من أوكرانيا، والمتمثل بأن يصبح القوزاق تابعين للإمبراطورية العثمانية بشرط أن تحميهم الأخيرة من الكومنولث البولندي الليتواني وروسيا. أدى ذلك إلى الحرب البولندية العثمانية بين عامي 1672 و1676، فاحتلّ العثمانيون بودوليا (كامانيتسي) من الكومنولث. واندلعت أيضاً حرب مع روسيا بين عامي 1676 و1681، فأخلى الروس معسكراتهم الواقعة في أراضي القوزاق. وصل حكم العثمانيين في أوروبا إلى أوجه عام 1682، حينما أعلن الزعيم الهنغاري المعارض لآل هابسبورغ، وهو ثوكولي ايمره، ولاءه للإمبراطورية العثمانية، وقَبِل لقب «ملك المجر الوسطى». ومثلما أدى إلحاق الضفة اليمنى من أوكرانيا بالدولة العثمانية إلى حملة كامانيتسي، أدى تنصيب ثوكولي ايمره مباشرة إلى حملة فيينا عام 1683.
بعدما فشل حصار فيينا عام 1683، بدأت قوات الحلف المقدس تسعى لطرد العثمانيين من المجر، وفي عام 1688، كانت معظم أجزاء المجر بيد الأوروبيين. قَبِل العثمانيون بتلك الخسارة في معاهدة كارلوفيتس، ورضوا أيضاً بعودة بودوليا إلى الكومنولث البولندي الليتواني. ظلّت جزيرة كريت تحت سلطة العثمانيين، لكنهم تنازلوا عن موريا للبندقية، بالإضافة إلى معظم دالماسيا. كانت تلك أول علامة فارقة تشير إلى تراجع حدود الأراضي العثمانية في أوروبا، وأدت إلى تبني أوروبا سياسة عسكرية دفاعية على طول نهر الدانوب خلال القرن الثامن عشر.